# Disease (bài hát của Lady Gaga)
"Disease" là một bài hát của ca sĩ kiêm nhạc sĩ người Mỹ Lady Gaga. Ca khúc được hãng thu âm Interscope Records phát hành vào ngày 25 tháng 10 năm 2024 với tư cách là đĩa đơn đầu tiên trích từ album phòng thu thứ bảy sắp tới của cô.

## Phát hành
Gaga nhắc đến các nhạc phẩm mới lần đầu tiên sau thời gian dài vắng bóng trên thị trường âm nhạc khi ăn mừng sinh nhật 38 tuổi của cô vào ngày 28 tháng 3 năm 2024, với dòng trạng thái rằng cô "đang viết một số bản nhạc hay nhất mà cô còn nhớ được" cùng với những hình ảnh chụp trong phòng thu âm vào tháng 7 năm 2024. Sau ca khúc hợp tác với ca sĩ người Mỹ Bruno Mars mang tên "Die with a Smile" và bộ phim Joker: Điên có đôi mà cô thủ vai chính cùng với Joaquin Phoenix, và chỉ bốn tuần sau khi phát hành album nhạc phim Harlequin, Gaga công bố đĩa đơn chủ đạo cho album phòng thu thứ bảy sắp tới của cô sẽ được phát hành vào tháng 10.
Vào ngày 18 tháng 10 năm 2024, bảy bài hát từ bảy album khác nhau của Gaga trên các nền tảng âm nhạc trực tuyến đã được cập nhật định dạng tên nhằm hiển thị từ khóa "disease", ám chỉ đến một dự án sắp tới. Ba ngày sau, một website đặt hàng trước cho đĩa đơn được ra mắt, xác nhận sự ra mắt của "Disease." Một website khác thể hiện cụm từ: "I could play the doctor" kèm hiệu ứng nhiễu sóng trên nền đen để "nhá hàng" cho đĩa đơn. Cũng trong ngày 21 tháng 10, nữ ca sĩ tiết lộ một số câu trong lời bài hát và logo chính thức cho đĩa đơn, đồng thời đăng tải một tấm áp phích quảng bá trên tài khoản Twitter kèm ngày phát hành đĩa đơn chính thức tại các quốc gia trên thế giới.

## Sáng tác
"Disease" dài ba phút và 49 giây. Ca khúc là một bản upbeat thể loại electropop, dark pop, synth-pop, và EDM, với ảnh hưởng từ gothic, industrial rock, pop, rock, dance và rage.

## Đội ngũ thực hiện
Danh sách ghi công được lấy từ Qobuz.
- Lady Gaga – giọng hát, nhạc sĩ, sản xuất, synthesizer
- Andrew Watt – nhạc sĩ, sản xuất, synthesizer, guitar, trống, bộ gõ, bass
- Cirkut – nhạc sĩ, sản xuất, synthesizer, trống, keyboard, lập trình
- Michael Polansky – nhạc sĩ
- Paul Lamalfa – kỹ sư
- Şerban Ghenea – mixing
- Randy Merrill – mastering
- Marco Sonzini – kỹ sư cộng sự
- Tommy Turner – trợ lý kỹ sư
- Tyler Harris – trợ lý kỹ sư
- Bryce Bordone – trợ lý mixing

## Bảng xếp hạng
| Bảng xếp hạng (2024)                    | Vị trí cao nhất |
| --------------------------------------- | --------------- |
| Úc (ARIA)                               | 39              |
| Áo (Ö3 Austria Top 40)                  | 52              |
| Belarus Airplay (TopHit)                | 93              |
| Brasil (Hot 100 Airplay)                | 21              |
| Canada (Canadian Hot 100)               | 28              |
| Canada Hot AC (Billboard)               | 35              |
| CIS (Tophit)                            | 20              |
| Cộng hòa Séc (Singles Digitál Top 100)  | 58              |
| Estonia Airplay (TopHit)                | 168             |
| Phần Lan (Suomen virallinen lista)      | 40              |
| Pháp (SNEP)                             | 66              |
| Đức (GfK)                               | 70              |
| Hy Lạp International (IFPI)             | 6               |
| Thế giới Global 200 (Billboard)         | 14              |
| Ireland (IRMA)                          | 11              |
| Ý (FIMI)                                | 53              |
| Nhật Bản Hot Overseas (Billboard Japan) | 3               |
| Kazakhstan Airplay (TopHit)             | 21              |
| Latvia (LaIPA)                          | 14              |
| Litva (AGATA)                           | 26              |
| Litva Airplay (TopHit)                  | 1               |
| Hà Lan (Dutch Top 40)                   | 25              |
| Hà Lan (Single Top 100)                 | 54              |
| New Zealand Hot Singles (RMNZ)          | 5               |
| Ba Lan (Polish Streaming Top 100)       | 43              |
| Bồ Đào Nha (AFP)                        | 25              |
| Nga Airplay (TopHit)                    | 21              |
| San Marino (SMRRTV Top 50)              | 9               |
| Slovakia (Rádio Top 100)                | 62              |
| Slovakia (Singles Digitál Top 100)      | 40              |
| Hàn Quốc BGM (Circle)                   | 152             |
| Hàn Quốc Download (Circle)              | 179             |
| Tây Ban Nha (PROMUSICAE)                | 58              |
| Thụy Điển (Sverigetopplistan)           | 53              |
| Thụy Sĩ (Schweizer Hitparade)           | 27              |
| Ukraina Airplay (TopHit)                | 56              |
| Anh Quốc (OCC)                          | 7               |
| Hoa Kỳ Billboard Hot 100                | 27              |
| Hoa Kỳ Adult Pop Airplay (Billboard)    | 28              |
| Hoa Kỳ Pop Airplay (Billboard)          | 18              |
| Venezuela (Record Report)               | 38              |

## Chứng nhận
| Quốc gia                                                    | Chứng nhận | Số đơn vị/doanh số chứng nhận |
| ----------------------------------------------------------- | ---------- | ----------------------------- |
| Canada (Music Canada)                                       | Vàng       | 40.000‡                       |
| Anh Quốc (BPI)                                              | Bạc        | 200.000‡                      |
| ‡ Chứng nhận dựa theo doanh số tiêu thụ và phát trực tuyến. |            |                               |

## Lịch sử phát hành
| Vùng      | Ngày              | Định dạng                | Phiên bản                                        | Nhãn       | Ct.    |
| --------- | ----------------- | ------------------------ | ------------------------------------------------ | ---------- | ------ |
| Nhiều nơi | 25 tháng 10, 2024 | Tải nhạc phát trực tuyến | Bản gốc                                          | Interscope | [ 12 ] |
| Hoa Kỳ    | 25 tháng 10, 2024 | Contemporary hit radio   | Bản gốc                                          | Interscope | [ 56 ] |
| Ý         | 25 tháng 10, 2024 | Airplay radio            | Bản gốc                                          | Universal  | [ 57 ] |
| Nhiều nơi | 13 tháng 11, 2024 | Tải nhạc phát trực tuyến | The Antidote Live The Antidote Live Instrumental | Interscope | [ 58 ] |
| Ý         | 13 tháng 11, 2024 | Radio airplay            | The Antidote Live                                | Universal  | [ 59 ] |
| Nhiều nơi | 20 tháng 11, 2024 | Tải nhạc phát trực tuyến | The Poison Live The Poison Live Instrumental     | Interscope | [ 60 ] |